# Ehrhard Kamlah
Ehrhard Kamlah (* 1. Oktober 1925 in Göttingen; † 20. Juli 2019) war ein deutscher evangelischer Theologe und Neutestamentler.

## Leben
Ehrhard Kamlah war der Sohn des reformierten Pfarrers Theodor Kamlah. Er studierte in Göttingen klassische und evangelische Theologie. Nach dem 1. theologischen Examen 1951 bei der Rheinischen Landeskirche in Düsseldorf, dem Vikariat in Dierdorf im Westerwald und bei der Gossner-Mission in Mainz-Kastel wurde er 1953 Assistent bei Otto Michel an der Universität Tübingen und später Assistent von Gustav Stählin. Er wurde 1962 habilitiert und begann seine Lehrtätigkeit in Mainz. Seit 1973 war er Abteilungsvorsteher und Professor für Neues Testament an der Evangelisch-Theologischen Fakultät in Mainz. Er lebte in Mainz-Lerchenberg und trat 1988 in den Ruhestand.

## Schriften (Auswahl)
- Traditionsgeschichtliche Untersuchungen zur Schlußdoxologie des Römerbriefes. Tübingen 1955, OCLC 73948752.
- Die Form der katalogischen Paränese im Neuen Testament. Tübingen 1964, OCLC 905552798.
- Die Auferstehung Jesu Christi. Wuppertal-Barmen 1967, OCLC 248447069.